# Waidhofen an der Thaya
Waidhofen an der Thaya es una ciudad y municipio del distrito de Waidhofen an der Thaya, en el estado de Baja Austria (Austria). Es la capital de distrito más septentrional de Austria.
Los municipios catastrales son:     
- Altwaidhofen
- Götzles
- Hollenbach
- Kleineberharts
- Matzles
- Puch
- Pyhra
- Schlagles
- Ulrichschlag
- Vestenötting
- Waidhofen an der Thaya
- Altwaidhofen Grosser Wald
- Seyfrieds Wald

## Galería de imágenes

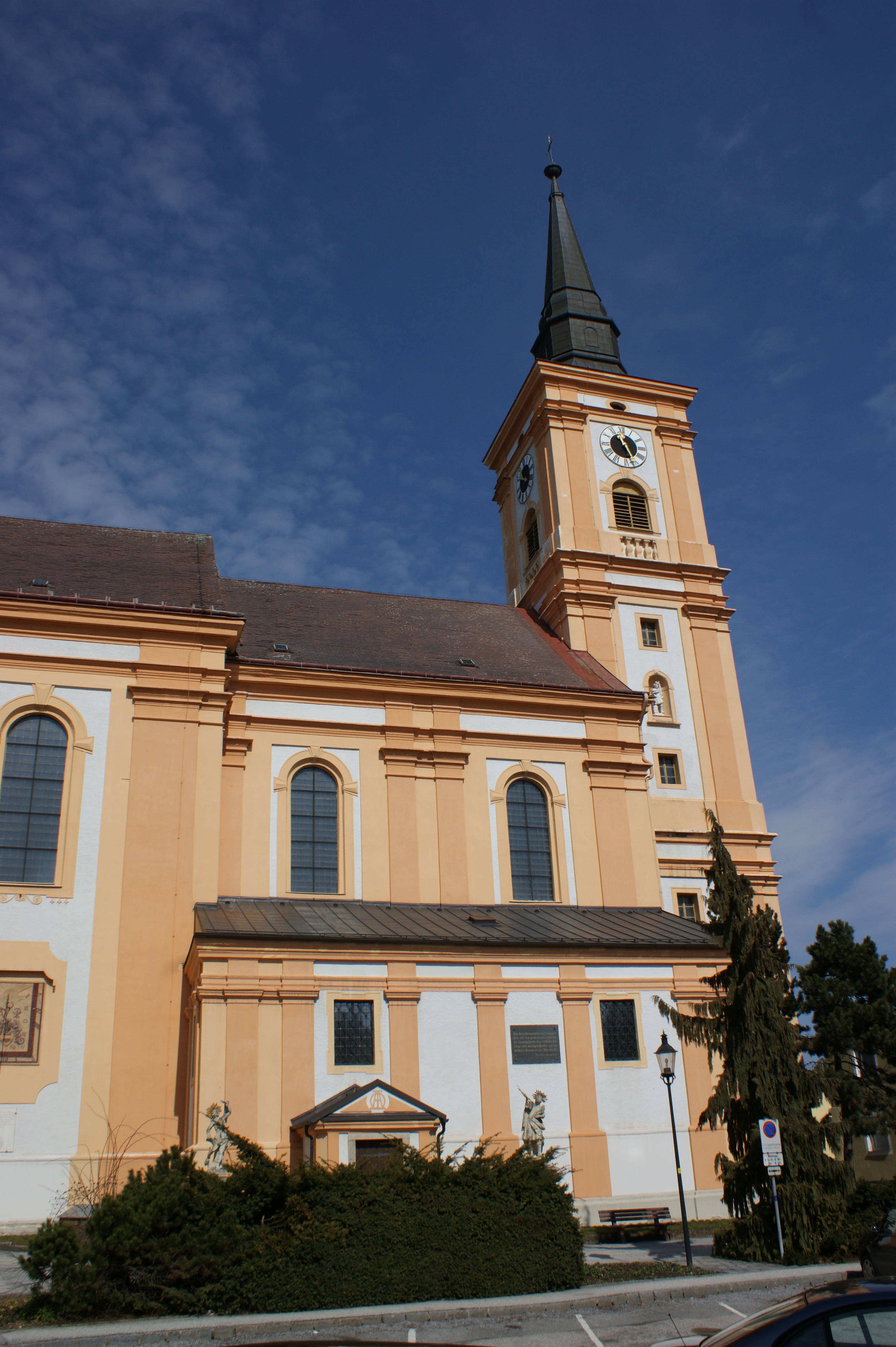
Iglesia parroquial
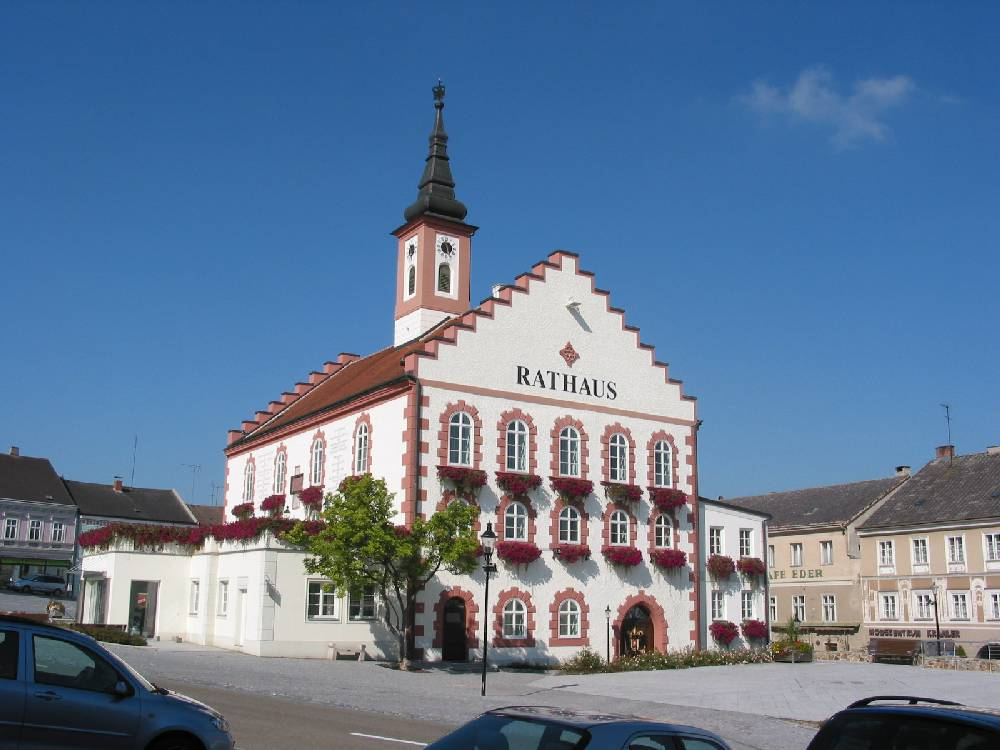
Ayuntamiento
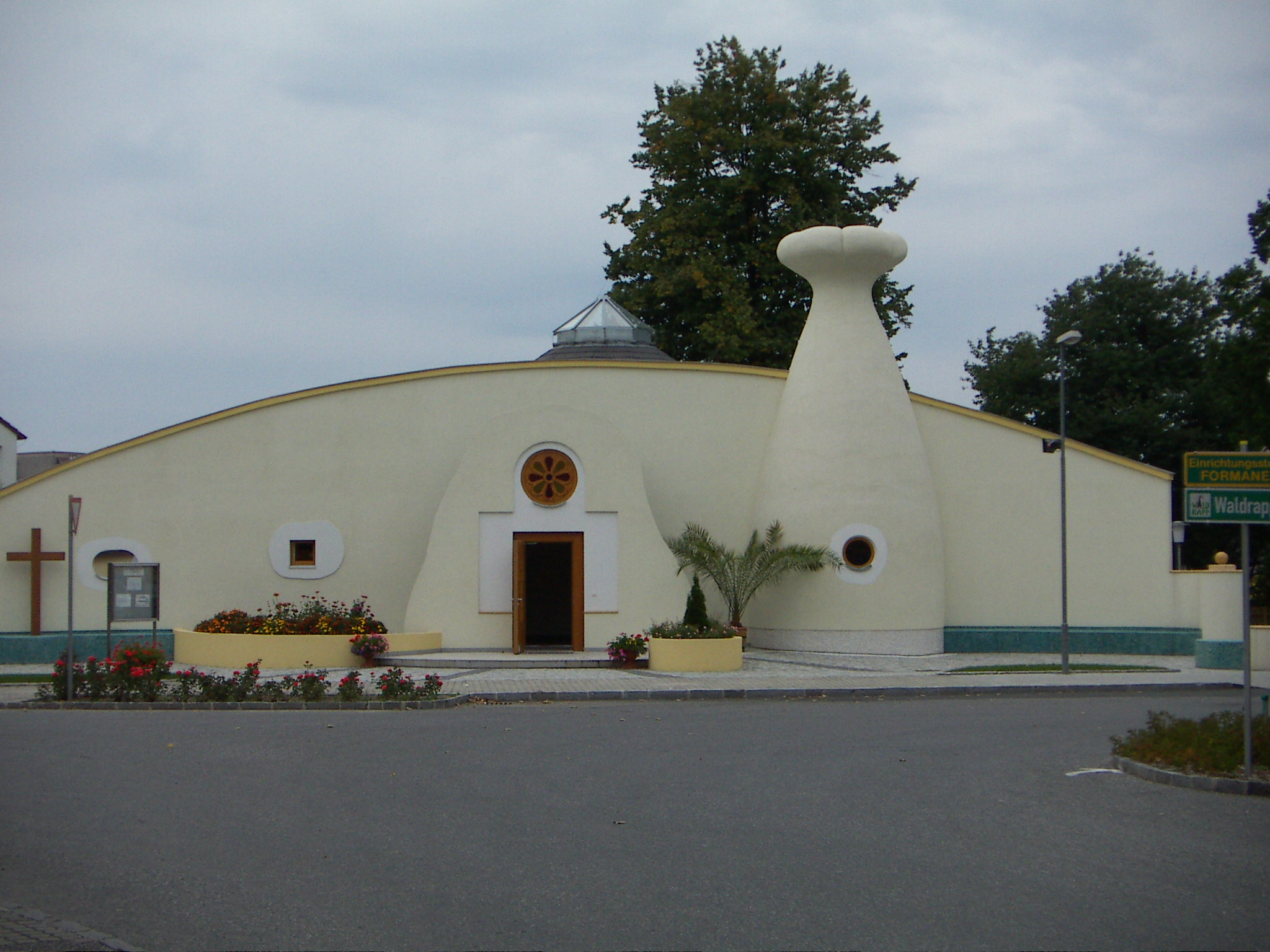
Iglesia evangelista
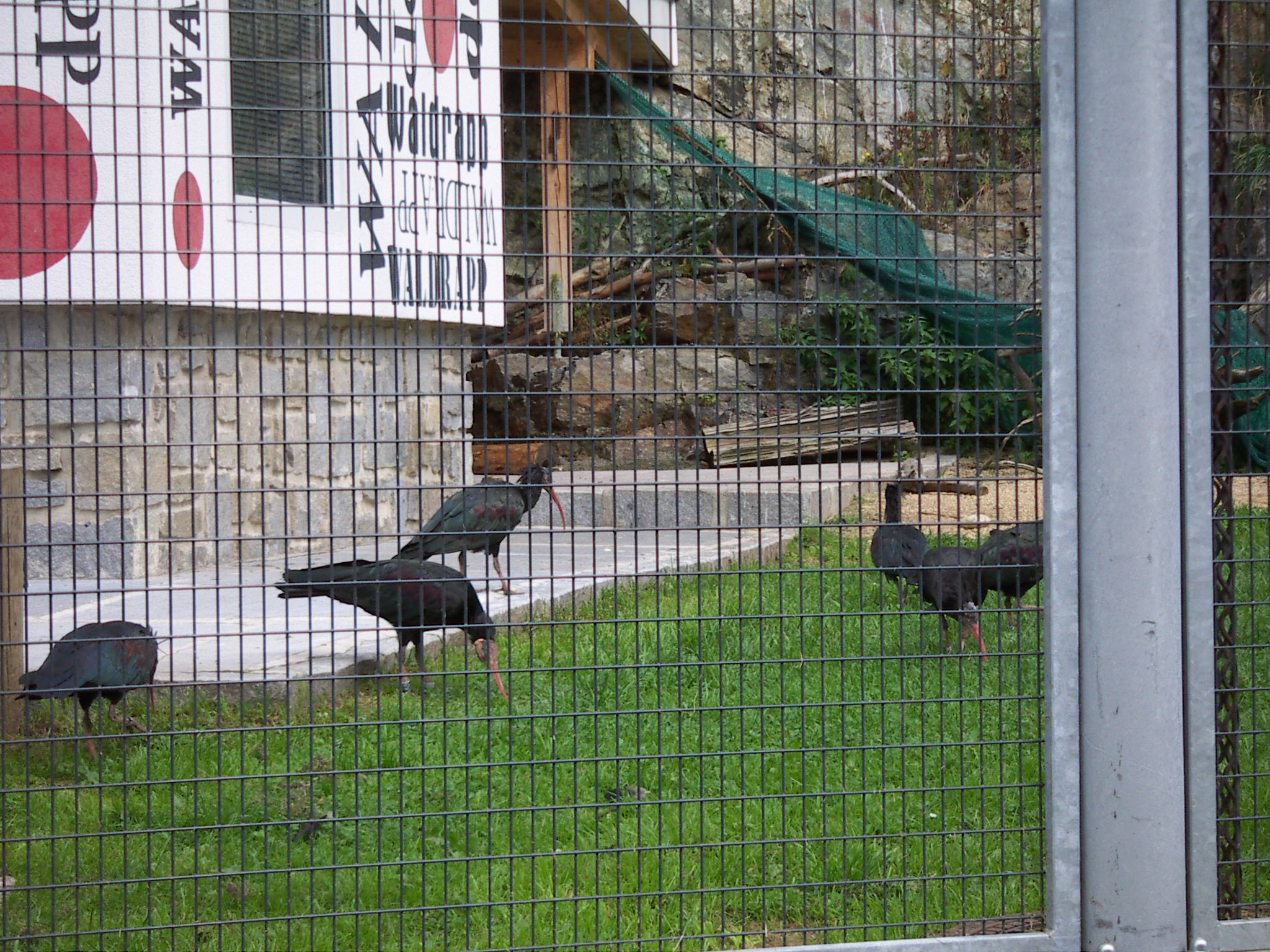
Ibis eremita
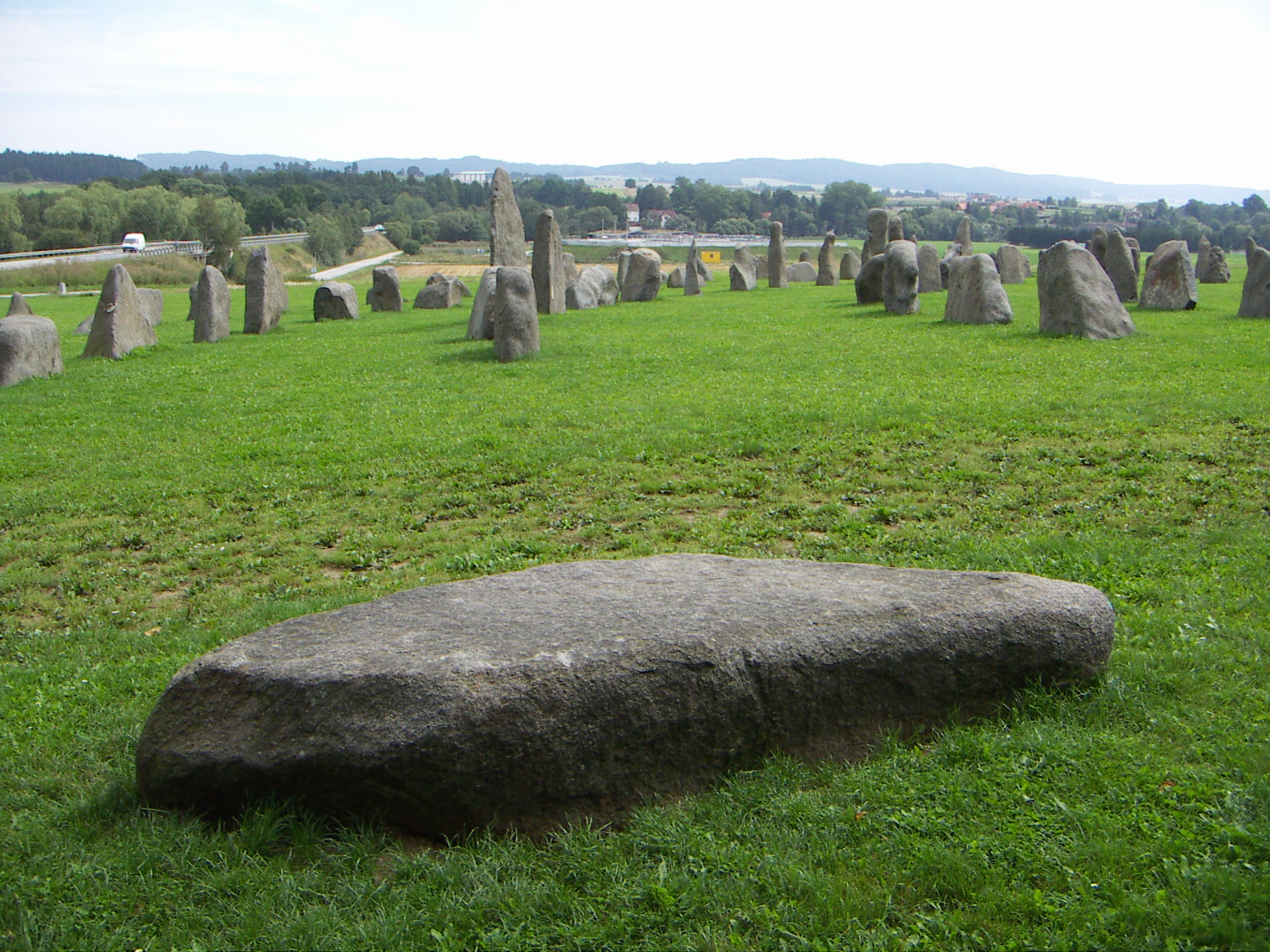
Basilika. Obra de artística de Franz Xaver Ölzant.
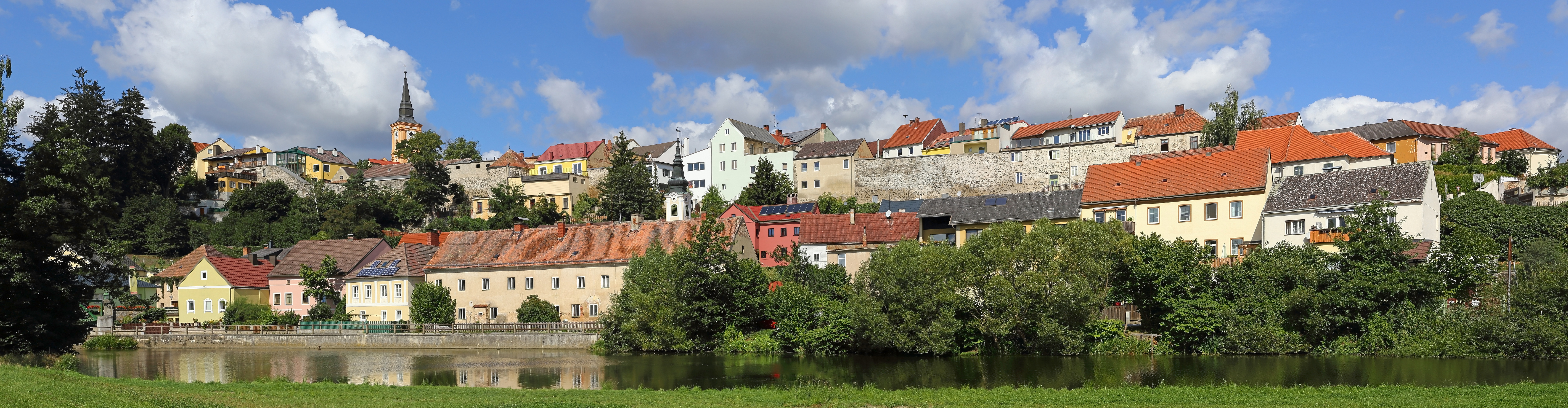
Panorama